# Ligue 1 2006-07
El 4 d'agost del 2006 tenia lloc la primera jornada de la Ligue 1 2006-07. El partit inaugural fou entre FC Nantes i l'Olympique de Lió, amb resultat favorable per als visitants 1-3. Els últims partits del campionat tingueren lloc el 26 de maig del 2007, es jugaren tots els partits alhora.
El 21 d'abril del 2007, amb sis jornades per a disputar-se l'Olympique de Lió ja s'assegurà el seu sisè títol consecutiu.

## Classificació[1]
J = Partits jugats; G = Partits guanyats; E = Partits empatats; P = Partits Perduts; GF = Gols favor; GC = Gols contra; Dif = Diferència gols; Pts = Punts; Notes = Apunts posició
El FC Girondins de Bordeus, guanyador de la Copa de la Lliga, fou premiat amb la participació a la Copa de la UEFA 2007-08. El campió de la Copa de França, el FC Sochaux també fou premiat amb la participació a la Copa de la UEFA 2007-08.
| Campió Ligue 1 2006-07    |
| ------------------------- |
| Olympique de Lió 6è Títol |

## Màxims golejadors[2]
| Jugador         | Gols | Equip                  |
| --------------- | ---- | ---------------------- |
| Pedro Pauleta   | 15   | Paris Saint-Germain    |
| Steve Savidan   | 13   | Valenciennes FC        |
| Grafite         | 12   | Le Mans                |
| Ismaël Bangoura | 12   | Le Mans                |
| Mamadou Niang   | 12   | Olympique de Marseille |